# Яненко-Хмельницкий, Иван Павлович
Иван Павлович Яненко-Хмельницкий (? — 1679) — наказной гетман Войска Запорожского, Корсунский и Чигиринский полковник, двоюродный племянник Юрия Хмельницкого.

## Биография
Иван Павлович родился в семье Павла Яненко-Хмельницкого. В 1678 году был корсунским полковником, в 1679 году — полковником чигиринским. В 1679 году Юрий Хмельницкий сделал его наказным гетманом, но к концу года Иван Павлович бежал к полякам и находился при воеводе русском во Львове. Вскоре поляки перехватили его письмо к каменецкому паше с известием, что Львов можно захватить. По приказу Станислава Яблоновского Яненко-Хмельницкий был арестован и расстрелян.